# Brahialni pletež
Brahialni (nadlaktni) pletež (latinsko plexus brachialis) je najpomembnejše mrežje živčnih vlaken za senzorično in motorično oživčenje (inervacijo) zgornjega uda. Poteka od vratu proti pazduhi. Sestavljajo ga sprednje (anteriorne) korenine naslednjih vratnih (cervikalnih) živcev: C5, C6, C7, C8 in pa T1 (prsni oz. torakalni živec). Pri zgradbi lahko sodelujeta tudi vlakna C4 in T2. Ločimo infraklavikularni in supraklavikularni preplet. Poimenovana sta glede na lego na ključnico (clavicula). Živci, ki sestavljajo preplet, prestopijo med srednjo in sprednjo skalensko mišico.
Živci supraklavikularnega dela so naslednji:
- dorzalni živec skapule (n. dorsalis scapulae),
- dolgi torakalni živec (n. thoracicus longus),
- subklavijski živec (n. subclavius),
- supraklavikularni živec (n. supraclavicularis),
- subskapularni živec (n. subscapularis),
- pektoralni živec (n. pectoralis),
- torakodorzalni živec (n. thoracodorsalis).

Supraklavikularni del je urejen v tri debla (truncuse):
- zgornje deblo (superior) dobiva veje od živcev C5 in C6,
- srednje deblo (medius) od živca C7,
- spodnje deblo (inferior) od živcev C8 in T1.

Vsako deblo se deli v sprednji in zadajšnji del (divisio). Oba dela pa se povežeta naprej v sveženj. Brahialni pletež ima tri svežnje. Sveženj je poimenovan glede na lego na pazdušno arterijo (arteria axillaris):
- lateralni sveženj, ki ga sestavljata sprednja dela zgornjega in srednjega debla,
- zadajšnji sveženj, ki ga sestavljajo zadajšnji deli vseh treh debel,
- medialni sveženj, ki ga sestavljata sprednja dela srednjega in spodnjega debla.

Na višini prvega rebra iz svežnjev izhajajo periferni živci zgornjega uda. Pazdušni (aksialni) in koželjnični (radialni) živec izhajata iz zadajšnjega svežnja, muskulokutani in del medianega živca iz lateralnega svežnja, ter ulnarni in druga polovica medianega živca iz medialnega svežnja. Iz medialnega svežnja izvirata tudi živca za senzorično inervacijo medialne strani nadlahti in podlahti. 

## Periferni živci brahialnega pleteža
Periferni živci brahialnega živca so naslednji:
- pazdušni živec (n. axillaris),
- koželjnični živec (n. radialis).

Oba živca izhajata iz zadajšnjega svežnja.
- muskulokutani živec (n. musculocutaneus),
- sredinski (mediani) živec (n. medianus).

Živca izhajata iz lateralnega svežnja. Mediani živec dobi del vlaken tudi od medialnega svežnja.
- podlahtni (ulnarni) živec (n. ulnaris),
- sredinski (mediani) živec (n. medianus),
- medialni kožni živec nadlakta (n. cutaneus brachii medialis),
- medialni kožni živec podlakta (n. cutaneus antebrachii medialis).

Živci izhajajo iz medialnega svežnja.

### Pazdušni živec
Pazdušni živec (nervus axillaris), vsebuje vlakna iz živcev C5 in C6. Poteka okrog kirurškega vratu nadlahtnice, skozi lateralno okence foramen quadrangulare in vstopa v deltasto in veliko okroglo mišico. Obe mišici motorično oživčuje, oddaja pa še senzorično vejo za zgornji, zadajšnji del nadlahti.